# Ian Hunter (Politiker)

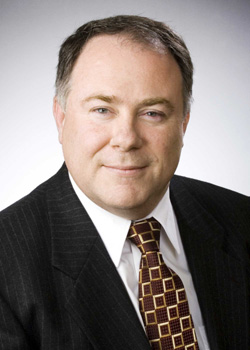
Ian Hunter

Ian Hunter (* 23. September 1960) ist ein australischer Politiker der Australian Labor Party.

## Leben
Hunter studierte an der Flinders University Biologie. Als Nachfolger von Jennifer Rankine wurde Hunter Minister für Integration im  australischen Bundesstaat South Australia im Kabinett von Jay Weatherill.
Seit 2012 lebt er in einer Eingetragenen Partnerschaft.